# Muzeum Sztuki w Denver
Muzeum Sztuki (ang. Denver Art Museum) – muzeum sztuki w stolicy stanu Kolorado, Denver, zaliczane do najlepszych muzeów w Stanach Zjednoczonych. Zgromadzona kolekcja obejmuje dzieła sztuki ze wszystkich kontynentów.  

## Historia
Początki działalności muzeum sięgają 1893 roku kiedy założony został Denver Artists' Club później przekształcone w  Muzeum Sztuki Międzynarodowa kolekcja sztuki muzeum reprezentują kultury z całego świata, z ponad 70 tysięcy dzieł sztuki w 12 kolekcjach, w tym sztuki afrykańskiej, architektury i wzornictwa, sztuki prekolumbijskiej, sztuki azjatyckiej, sztuki europejskiej i amerykańskiej przed 1900 rokiem, sztuki latynoamerykańskiej, sztuki oceanicznej, sztuki nowoczesnej i współczesnej, fotografii, sztuki tekstylnej i mody. Zbiory muzeum są również uzupełniane o prace artystów z Denver i regionu Gór Skalistych.
W całej swojej historii Muzeum Sztuki w Denver miało kilka tymczasowych siedzib, w tym bibliotekę publiczną, rezydencję w centrum miasta i część budynku miasta Denver i hrabstwa. W 1949 roku muzeum przeniosło się do samodzielnego budynku przy 14th Avenue Parkway. W 1954 roku muzeum otworzyło skrzydło Bach – z dodatkowymi przestrzeniami galeryjnymi i centrum dla dziecięcych zajęć artystycznych.
W 1971 roku muzeum otworzyło nowy budynek zwany North Building lub Martin Building, zaprojektowany przez znanego włoskiego architekta Gio Pontiego. Charakterystyczny wkład Pontiego w projekt muzeum jest natychmiast widoczny w elementach, które rozbijają masywny wygląd pionowej struktury i dodają jej rzeźbiarskiego bogactwa. Ponad milion odbijających światło szklanych płytek w kolorze ciepłej szarości, opracowanych specjalnie dla tego budynku przez Corning Glass Works, pokrywa zewnętrzną powierzchnię. Płytki te tworzą stale zmieniające się wzory światła i cienia w zależności od pory dnia. Okna o różnych rozmiarach i kształtach – kwadratowe, prostokątne i w kształcie rombu – są rozmieszczone w pozornie przypadkowy sposób, ale celowo odbijają widok gór i odsłaniają interesujące krajobrazy miasta.
Jesienią 2006 roku otwarty został budynek Frederic C. Hamilton projektu amerykańskiego architekta Daniela Libeskinda wyróżniający się awangardową bryłą. Budynek Hamilton zawiera główne przestrzenie wystawowe muzeum dla specjalnych prezentacji i gościnnych wystaw sztuki, a także dodatkowe przestrzenie do przechowywania i konserwacji dzieł sztuki.

## Kolekcja
Trzon ekspozycji muzeum stanowią dzieła europejskich i amerykańskich artystów w tym:
- rzeźba z brązu The Cheyenne Frederica Remingtona;
- obraz In the Enemy’s Charlesa Russella;

W 2001 roku Dorothy i William Harmsen, wieloletni mieszkańcy Kolorado i założyciele producenta cukierków Jolly Rancher Candy Company, przekazali swoją kolekcję dzieł sztuki europejskiej muzeum. Dzięki tej donacji muzeum w Denver dołączyło do czołówki muzeów sztuki w Stanach Zjednoczonych.
Bogata kolekcja sztuki Indian amerykańskich składa się z ponad 18 tysięcy eksponatów reprezentujących 150 plemion Ameryki Północnej i blisko 2 tysiące lat historii. 
Kolekcja muzeum stale się powiększa poprzez nabywanie historycznych eksponatów, jak również zamawianie dzieł współczesnych artystów. Liczne ekspozycje tematyczne obejmują architekturę i design, grafikę, sztukę Azji, Afryki, Oceanu, Europy i Ameryki.